# Lilltjärnen (Östmarks socken, Värmland, 669215-131805)
Lilltjärnen är en sjö i Torsby kommun i Värmland och ingår i Göta älvs huvudavrinningsområde.